# Pseudoceros jebborum
Espèce
Pseudoceros jebborum est une espèce de vers plats polyclades marins du genre Pseudoceros et de la famille des Pseudocerotidae. 

## Description
Cette espèce mesure de l'ordre de 7 cm. 
Le motif dorsal est non marbré, de couleur crème à orange avec deux bandes distinctes sur le bord, l'une large et noire couvrant les pseudo-tentacules vers l'intérieur et l'autre, orange crème à jaune clair sur l'extérieur. La bande claire extérieure est considérée par certains composée de deux bandes, une blanchâtre au contact de la bande noire et une jaune en bordure extérieure. La partie ventrale arbore le même motif de couleurs. Les lobes pharyngés sont généralement violet foncé.
Le bord latéral présente des volants peu profonds et effilée légèrement vers l'arrière. Les pseudo-tentacules sont de simples plis. Les ocelles cérébrale sont relativement petites avec environ 60 yeux. La ventouse est située au niveau du corps loin des pores femelle.
La vésicule séminale est allongée, légèrement aplatie et orientée antéro-postérieurement et le conduit éjaculateur, dirigé vers l'arrière, est court et non spiralé. La prostate est petite et ronde. Le stylet est relativement large et plus large que la prostate. L'antrum mâle et femelle est peu profond.
Pseudoceros jebborum et Pseudoceros paralaticlavus présentent un motif très similaire et variable de sorte qu'il est très difficile de les séparer sur photographie. Seule une analyse ADN permet de différencier ces deux espèces de manière certaine : la séquence nucléotidique ITS1 (Internal Transcribed Spacer 1) située dans un gène d'ARN de Pseudoceros paralaticlavus diffère de 6% (24/421 positions) de celle de Pseudoceros jebborum. 

## Habitat et répartition

### Répartition
Cette espèce se rencontre dans la zone tropicale indo-pacifique Ouest. Elle est présente sur les côtes de l'île de la Réunion, de l'Australie, de la Papouasie-Nouvelle-Guinée et d'Hawaii,.

### Habitat
Son habitat est constitué des pentes de la zone récifale externe ou elle affectionne les zones de débris.

## Systématique
Le nom valide complet (avec auteur) de ce taxon est Pseudoceros jebborum Newman & Cannon, 1994.

### Étymologie
Cette espèce a été nommée en l'honneur de la famille du Dr. Matthew Jebb (Christensen Research Institute, Madang, Papouasie-Nouvelle-Guinée).

### Publication originale
1. 1 2 3 4 5 6 7  (en) Leslie Newman et Lester Cannon, « Pseudoceros and Pseudobiceros (Platyhelminthes, Polycladida, Pseudocerotidae) from eastern Australia and Papua New Guinea », Memoirs of the Queensland Museum, vol. 37, no 1,‎ 1994, p. 205-266 (lire en ligne)